# قرار مجلس الأمن التابع للأمم المتحدة رقم 1538
قرار مجلس الأمن التابع للأمم المتحدة رقم 1538، الذي تم تبنيه بالإجماع في 21 نيسان / أبريل 2004، بعد الإعراب عن القلق بشأن إدارة وتنظيم برنامج النفط مقابل الغذاء في العراق، أمر المجلس بإجراء تحقيق في الأمر.
أعرب مجلس الأمن عن استعداده لإجراء تحقيق في الادعاءات بأن الحكومة العراقية تهربت من أحكام القرار 661 (1990) من خلال الرشوة والعمولات والرسوم الإضافية على مبيعات النفط والمدفوعات غير المشروعة فيما يتعلق بمشتريات السلع الإنسانية. بالإضافة إلى ذلك، كانت هناك تقارير إعلامية تفيد بحدوث الفساد والاحتيال أثناء إدارة البرنامج، المنصوص عليه في القرار 986 (1995). ظهرت المزاعم لأول مرة في يناير / كانون الثاني 2004 في صحيفة «المدى» العراقية التي زعمت أن 270 من المسؤولين الحكوميين السابقين والناشطين والصحفيين من 46 دولة قد استفادوا من البرنامج. وأكد المجلس من جديد أن الأنشطة غير المشروعة التي يقوم بها أي ممثل للأمم المتحدة غير مقبولة.
رحب القرار بقيام الأمين العام كوفي عنان بإجراء تحقيق مستقل رفيع المستوى في هذه المسألة وشدد على الحاجة إلى التعاون الكامل مع التحقيق من قبل سلطة الائتلاف المؤقتة ومسؤولي وموظفي الأمم المتحدة والعراق وجميع الدول الأعضاء. 

## روابط خارجية
- نص القرار في undocs.org
- Independent Inquiry Committee website على موقع واي باك مشين (نسخة محفوظة September 1, 2013)